# Geni e o Zepelim
"Geni e o Zepelim" é uma canção brasileira, composta e cantada por Chico Buarque Esta canção fez parte do musical Ópera do Malandro, do mesmo autor, lançado em 1978, do álbum, de 1979, e do filme, de 1986, todos com o mesmo nome.
A letra descreve, em versos heptassílabos metrificados e rimados, a longa história que define o episódio ocorrido com Geni, uma meretriz (segundo representado na "Ópera do Malandro"), que era hostilizada na cidade. Diante de uma ameaça de ataque de um Zepelim, o comandante se encanta com os dotes de Geni, que acaba sendo provisoriamente tratada de um modo diferenciado pelos seus detratores. Passada a ameaça, ela retorna ao seu cotidiano comum, no qual as pessoas a ofendiam e a excluíam, revelando o caráter falso-moralista e hipócrita da sociedade.
A canção teve tal relevância que o refrão Joga pedra na Geni transformou-se em uma espécie de bordão, indicando como Geni pessoas ou até mesmo conceitos que, em determinadas circunstâncias políticas,  tornam-se alvo de execração pública, ainda que de forma transitória ou volátil.
A letra da canção foi liberada pela censura para execução na peça, porém o censor não se atentou para o fato de que a mesma letra seria lançada em disco, o que irritou o órgão responsável, que tolerava os palavrões "merda" e "bosta", proferidos nos versos finais, numa peça, mas não em uma música, que seria difundida a um público muito maior e mais passivo, diferente do público do teatro, que ia conferir a peça por livre e espontânea vontade. O incômodo foi tamanho que o então Ministro da Justiça, Petrônio Portella, decidiu que a censura de letras musicais seria toda centralizada na capital do Brasil.

## O espetáculo
O texto, baseado na Ópera dos Mendigos de John Gay (de 1918) e na Ópera dos Três Vinténs, de Bertolt Brecht e Kurt Weill (de 1928), é ambientado num bordel e retrata a malandragem brasileira, em espetáculo musical.

## Inspiração
A canção é uma adaptação da Pirate Jenny, presente peça na Ópera dos Três Vinténs. Na canção original Jenny sonha com a chegada de um navio pirata com 50 canhões que vai destruir toda a cidade, e leva-lá embora.
Algumas fontes indicam que a personagem Geni teria sido inspirada naquela de mesmo nome da peça Toda Nudez Será Castigada, de Nelson Rodrigues, lançada em 1965.

## Significado e análise literária
Várias fontes indicam que a canção é uma crítica ao colonialismo (ou imperialismo) e ao capitalismo, sendo a personagem uma representação do oprimido.
- "Geni, por um lado, é marcada pelo silêncio, pela submissão e pela não-voz, na medida em que o sistema que a cerceia impede que ela fale. Por outro lado, esse sujeito fala através de uma outra voz, a voz autoral que heroifica sua personagem e derruba os valores de seus inquisidores."[11]
- "no trecho que diz que Geni preferia amar com os bichos a se deitar com homem tão nobre, cheirando a brilho e a cobre, há uma clara crítica ao capitalismo, que é o mote da ópera."[12]

## Outras versões
Cantam Geni e o Zepelim, além do próprio Chico Buarque:
- Letícia Sabatella
- Cida Moreira
- Maria Eugênia
- Elba Ramalho
- Célia Rabelo
- Claudio Barriz
- Liniker e os Caramelows
- Scambo
- Amanda Carvalho